# شارلوته بروس کرایستنسن
شارلوته بروس کرایستنسن (به دانمارکی: Charlotte Bruus Christensen؛ زادهٔ ۲۰ مارس ۱۹۷۵) فیلم‌بردار اهل دانمارک است.
وی، همکاری های متعددی با کارگردانِ دانمارکی، توماس وینتربرگ داشته‌است.

## گزیدهٔ فیلم‌شناسی

### آثار سینمایی
| سال  | نام فیلم             | کارگردان        |
| ۲۰۱۰ | سابمارینو            | توماس وینتربرگ  |
| ۲۰۱۱ | بسیار عالی           | مارک اوانز      |
| ۲۰۱۲ | شکار                 | توماس وینتربرگ  |
| ۲۰۱۵ | دور از اجتماع خشمگین | توماس وینتربرگ  |
| ۲۰۱۵ | زندگی                | آنتون کوربین    |
| ۲۰۱۶ | دختری در قطار        | تیت تیلور       |
| ۲۰۱۷ | بازی مالی            | آرون سورکین     |
| ۲۰۱۸ | یک مکان ساکت         | جان کرازینسکی   |
| ۲۰۲۰ | بانکدار              | جرج نلفی        |
| ۲۰۲۲ | همه چاقوهای قدیمی    | ینوس متز پیدرسن |
| ۲۰۲۳ | زیرک‌تر               | بنجامین کارون   |
| ---- | -------------------- | --------------- |

### آثار تلویزیونی
| سال  | نام                | کارگردان                      |
| ۲۰۲۳ | قتلی در پایان دنیا | زال باتمانقلیچ و بریت مارلینگ |
| ---- | ------------------ | ----------------------------- |